# Rhynocoris
Genre
Rhynocoris est un genre d'insectes du sous-ordre des hétéroptères (punaises), de la famille  des Reduviidae.

## Espèces rencontrées en Europe
- Rhynocoris annulatus (Linnaeus 1758)
- Rhynocoris bipustulatus (Fieber 1861)
- Rhynocoris cuspidatus Ribaut 1921
- Rhynocoris erythropus (Linnaeus 1767)
- Rhynocoris ibericus Kolenati 1857
- Rhynocoris iracundus (Poda 1761)
- Rhynocoris lineaticornis (Reuter 1895)
- Rhynocoris niger (Herrich-Schaeffer 1842)
- Rhynocoris punctiventris (Herrich-Schaeffer 1846)

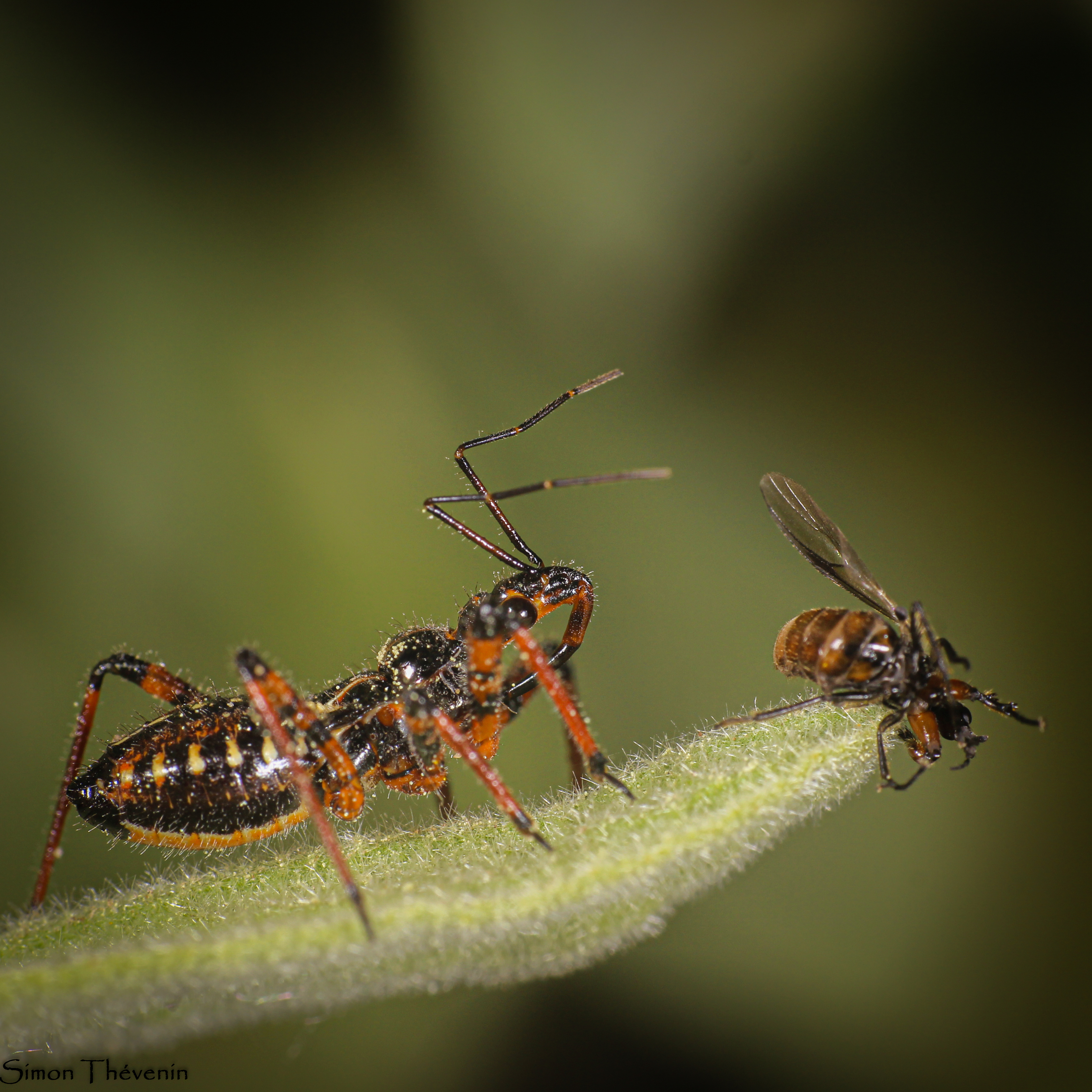
Rhynocoris cuspidatus (larve) et sa proie, une femelle Dilophus antipedalis.

- Rhynocoris rubricus (Germar 1814)